# Iria G. Parente
Iria G. Parente (Madrid, 16 de juny de 1993) és una escriptora espanyola que escriu junt amb Selene M. Pascual, una altra escriptora espanyola nascuda a Vigo. A més, treballa com a publicista.
Es van conèixer el 2006 en un fòrum d'Internet on pujaven històries que creaven elles mateixes, i allí es llegien mútuament. Amb el temps, van començar a parlar per Messenger i al final van començar a escriure històries juntes.
El 2012 van publicar en Internet gratuïtament la seva primera novel·la Pétalos de papel, que va ser llegida per més de 9.000 persones.
Uns anys després, el 2014, publiquen amb l'editorial Everest la seva segona novel·la anomenada Alianzas. Es tracta de la primera part de la trilogia Cuentos de la luna llena; seleccionada en la revista cultural Babelia (El País) com una de les millors lectures de literatura juvenil de l'any.
A l'any següent, el 2015, Alianzas guanya el premi Templis a la “Millor novel·la nacional pertanyent a saga”, que atorga la revista digital de literatura juvenil El templo de las mil puertas. En anys posteriors han arribat a ser finalistes diverses vegades en aquest mateix premi, tant en “Millor novel·la nacional pertanyent a saga” com en “Millor novel·la nacional independent”.
Per desgràcia, l'editorial Everest tanca i amb això es paralitza la publicació de la trilogia. Passats uns anys, al novembre de 2017, és reeditada per l'editorial La Galera sota el nom de Secretos de la luna llena.
A més, el 2015 publiquen Sueños de piedra, novel·la que dona principi a una de les seves sagues més reeixides, Marabilia. Es tracta d'una sèrie de novel·les de fantasia que es poden llegir de forma independent. La trama es desenvolupa en un món imaginari creat per les autores i que tenen en comú alguns dels personatges. Estan publicades per Nocturna, editorial amb la qual segueixen publicant la majoria de les seves novel·les.
En març de 2019 i just un any després de la publicació de la seva novel·la Antihéroes, Iria i Selene van anunciar, en el seu compte de Twitter, que la productora de televisió Globomedia havia adquirit els drets per a la producció audiovisual de la novel·la.

## Obres

### SagaMarabilia
1. Sueños de piedra (Nocturna, setembre 2015)
2. Títeres de la magia (Nocturna, setembre 2016)
3. Ladrones de libertad (Nocturna, setembre 2017)
4. Jaulas de seda (Nocturna, setembre 2018)
5. Reinos de cristal (Nocturna, octubre 2019)

### TrilogiaSecretos de la luna llena
1. Alianzas (La Galera, novembre 2016)
2. Encuentros (La Galera, maig 2017)
3. Despedidas (La Galera, novembre 2018)

### BilogíaEl dragón y el unicornio
1. El orgullo del dragón (Nocturna, març 2019)
2. La venganza del unicornio (Nocturna, juny 2020)

### Novel·les autoconclusives
- Rojo y oro (Alfaguara, febrer 2017)
- Antihéroes (Nocturna, març 2018)
- Alma y los siete monstruos (Nube de Tinta, setembre 2020)